# Rechle (Český Krumlov)
Rechle (auch Lávka „U rechlí“) bezeichnet einen gedeckten Steg (tschechisch Krytá lávka) über die Moldau (Vltava) in Český Krumlov (deutsch Krumau) in Tschechien. Die hölzerne Fußgängerbrücke wurde bis 1798 errichtet und diente seinerzeit als Fangrechen beim Triften von Holz (Flößerei). Sie ist ein geschütztes Kulturdenkmal.
Der Name Rechle stammt aus dem Deutschen. „Rechen“ waren Sperren mit denen Holz beim Triften zeitweise oder an Anlandungsplätzen endgültig zurückgehalten wurde. In Tschechien gibt es 19 gedeckte Brücken, nur die Rechle u Lenory in Lenora (Eleonorenhain) hatte ebenfalls die Funktion eines „Holzrechens“.

## Lage
Das Bauwerk überbrückt die Moldau in einer Diagonale oberhalb der historischen Altstadt von Český Krumlov, diese liegt etwa einen Kilometer Luftlinie nördlich. Sie verbindet die Stadtteile Nové Spolí (Neupohlen) und Plešivec (Flößberg).

## Geschichte

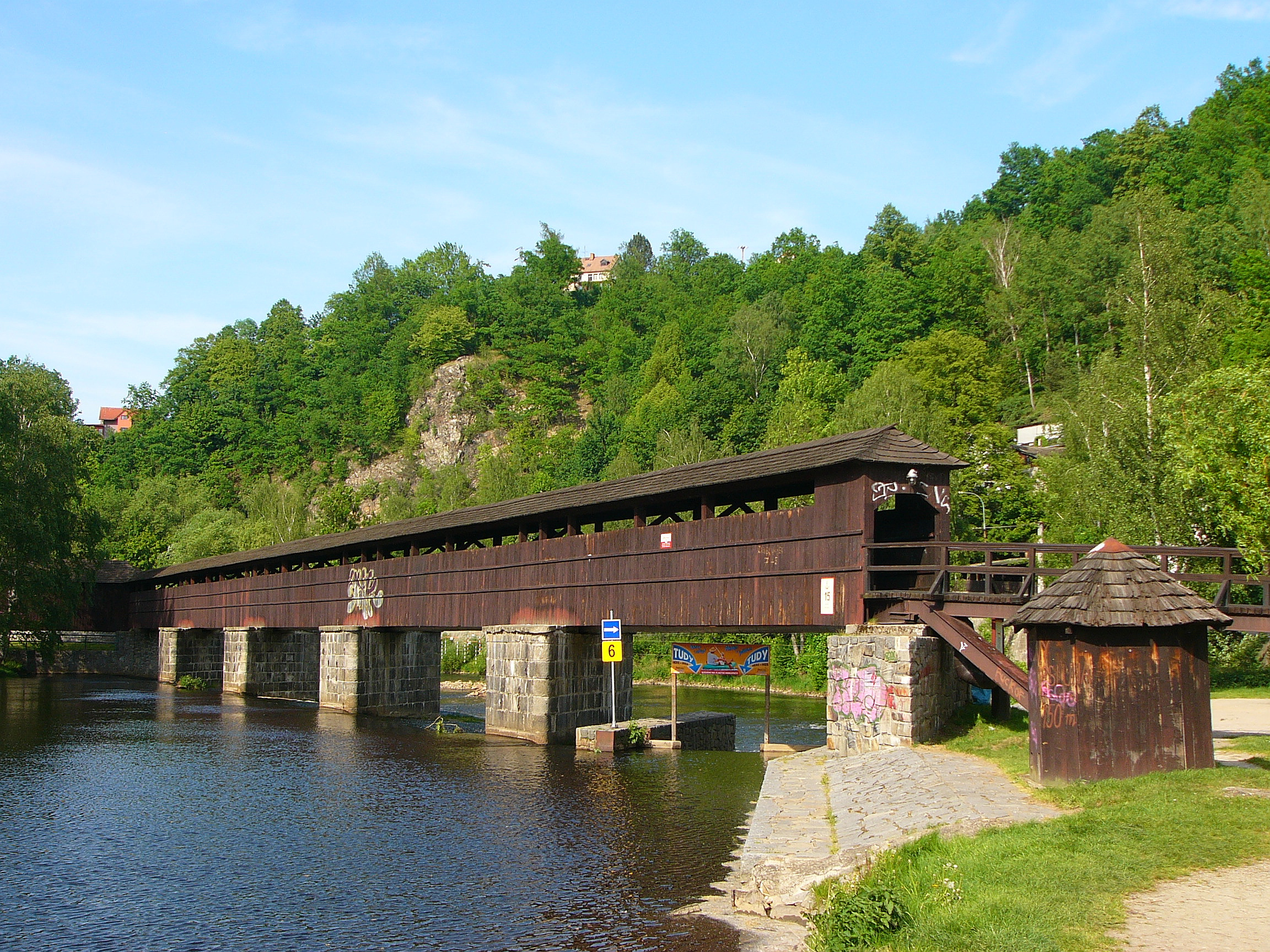
Ansicht von Südwesten (2018)

Seit der Mitte des 18. Jahrhunderts wurde die Moldau zum Schwemmen von Brennholz („Scheiterschwemme“) umgebaut. In den 1760er Jahren hatte man Teile der Teufelsmauer bei Vyšší Brod (Hohenfurth) gesprengt, um Český Krumlov besser mit Holz versorgen zu können. Die Brücke wurde 1794–1798 von Joseph Rosenauer (1735–1804), Direktor des Schwarzenbergischen Wassertransports, am Wehr Horní česlice erbaut. Sie ersetzte ein älteres Bauwerk an anderer Stelle. Rosenauer baute seit 1790 für die Fürsten Schwarzenberg den Schwarzenbergschen Schwemmkanal (Schwarzenberský plavební kanál), der Wasser, das der Elbe zufloss, zur Donau umleitete. Am Anfang der 1850er Jahre wurden im jährlichen Mittel über den Kanal 31.500 Klafter Holz nach Wien und 51.000 Klafter für Krumau, Frauenberg, Budweis und Prag getriftet. Hinzu kamen 8000 Klafter für die Schwarzenbergischen Bergwerke und Fabriken.
Im Laufe ihres Bestehens wurde die Brücke mehrfach repariert und umgebaut. Der letzte größere Umbau wurde 1986–1987 auf der Grundlage von Plänen des Jahres 1983 durchgeführt.
Als „eine der längsten überdachten Fußgängerbrücken aus dem Ende des 18. Jahrhunderts in Tschechien“ und „wertvolles Beispiel für die Handwerkskunst“ wurde die Brücke 1958 als Kulturdenkmal in die Denkmalliste eingetragen und 1963 rechtskräftig unter Schutz gestellt. Trotz der Umbauten behielt sie ihren ursprünglichen historischen und technischen Wert. Der Denkmalschutz gilt für das gesamte Objekt. Das Bauwerk gehört seit Dezember 1987 zur Schutzzone (ÚSKP 3421) des
städtischen Denkmalreservats (památková rezervace) von Český Krumlov (ÚSKP 1011), seit Dezember 1992 zur Pufferzone (ÚSKP 7002) der UNESCO-Welterbestätte „Altstadt von Český Krumlov“ (ÚSKP 3) und seit 2003 zur Denkmalzone „Český Krumlov-Plešivec“ (ÚSKP 2396).

## Beschreibung

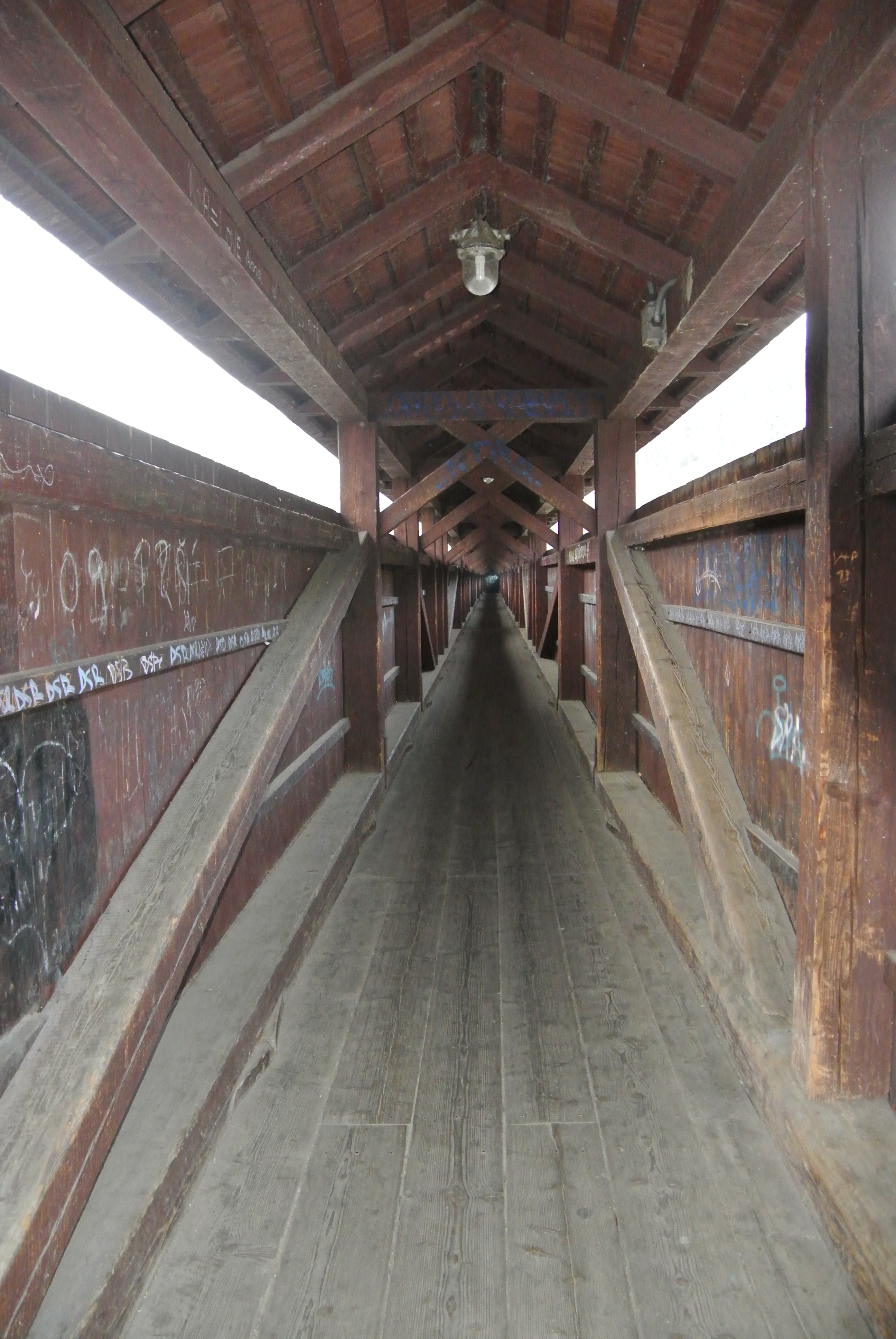
Innenansicht der Brücke (2014)

Die Holzbrücke ist 110 Meter lang, im Hauptteil 1,45 breit und 4,10 Meter hoch. Sie ist bis zu einer Höhe von 2,70 Metern mit Brettern verschalt und mit einem Dach aus hölzernen Schindeln gedeckt. Alle Holzelemente sind maschinell geschnitten. Die Fußgängerbrücke knickt auf dem nördlichen Ufer in L-Form ab. Dort ist die Brücke 2,70 Meter breit und hat einen Boden aus Stein. An der Südseite führt ein offener Steg zum Eingang. Die Brücke wurde bei einem Umbau mit einem Unterbau aus Doppel-T-Trägern verstärkt. Sie trägt drei Rohrleitungen, die Wasserleitung ist wärmeisoliert.
Die vier Strompfeiler bestehen aus großen, bearbeiteten regelmäßigen Steinblöcken, die mit Mörtel verfugt sind. Ihre Länge übertrifft die Breite der Brücke. Der Südpfeiler ist als einziger zugespitzt. Die beiden Pfeiler an den Ufern sind jüngeren Datums, in Beton ausgeführt und mit anderem Steinmaterial verkleidet. Die Brücke steht über einem steinernen Wehr, das an der Südseite einen betonierten Überlauf hat, der von Kanuten befahren werden kann.
Das Muzeum Velké Meziříčí, bis 2002 Museum für Straßen und Autobahnen, bewahrt ein mehrere Meter langes Modell der Brücke.